# Fernando Nogueira
Joaquim Fernando Nogueira (ur. 26 marca 1950 w Matosinhos) – portugalski polityk i prawnik, poseł do Zgromadzenia Republiki, minister w różnych resortach, w latach 1995–1996 przewodniczący Partii Socjaldemokratycznej.

## Życiorys
Ukończył studia prawnicze na Uniwersytecie w Coimbrze, po czym rozpoczął praktykę w zawodzie adwokata.
Zaangażował się w działalność polityczną w ramach Partii Socjaldemokratycznej. W pierwszej połowie lat 80. pełnił funkcję sekretarza stanu ds. rozwoju regionalnego. W 1985, 1987, 1991 i 1995 wybierany na deputowanego do Zgromadzenia Republiki. Stał się jednym z najbliższych współpracowników Aníbala Cavaco Silvy. W jego kolejnych gabinetach pełnił funkcję ministra delegowanego ds. kontaktów z parlamentem (1985–1987), ministra sprawiedliwości (1987–1990), ministra ds. prezydium rządu (1987–1995) oraz ministra obrony narodowej (1990–1995).
W 1995 Aníbal Cavaco Silva zrezygnował z kierowania socjaldemokratami, by wystartować w wyborach prezydenckich, Fernando Nogueira w lutym 1995 został nowym przewodniczącym PSD. Pod jego przywództwem partia przegrała wybory parlamentarne w październiku tegoż roku i następnie wybory prezydenckie w styczniu 1996. W konsekwencji ustąpił z zajmowanej funkcji, a pod koniec lat 90. wycofał się z aktywności parlamentarnej, pozostając nadal działaczem PSD.

## Odznaczenia
- Order Francisco de Miranda I klasy (Wenezuela, 1987)
- Wielki Oficer Orderu Narodowego Zasługi (Francja, 1990)
- Krzyż Wielki Orderu Honoru (Grecja, 1990)
- Krzyż Wielki Orderu Oranje-Nassau (Holandia, 1992)
- Krzyż Wielki Orderu Zasługi RFN (Niemcy, 1995)[3]